# Le Bal (film, 1931)
Pour les articles homonymes, voir Le Bal.
Pour plus de détails, voir Fiche technique et Distribution.
Le Bal est un film français réalisé par Wilhelm Thiele, sorti en 1931.

## Synopsis
L'harmonie d'un foyer de bourgeois modestes est compromise par un héritage boursier. La fillette, délaissée par sa mère devenue femme du monde à la suite de l'enrichissement subit de son mari, détruit les invitations pour un bal que ses parents donnent pour se lancer dans la haute société. Personne ne vient au bal, mais l'avenir va conserver toute la saveur du passé. Ce film est une adaptation du roman Le Bal d'Irène Némirovsky.

## Fiche technique
- Titre : Le Bal
- Réalisation : Wilhelm Thiele, assisté de Georges Lampin
- Scénario : Curt Siodmak et Ladislas Fodor d'après le roman Le Bal d'Irène Némirovsky
- Dialogues : Henri Falk
- Décors : Lazare Meerson
- Costumes : Lyolone
- Photographie : Nicolas Farkas et Armand Thirard
- Musique et chansons : Werner R. Heymann
- Production : Charles Delac et Marcel Vandal
- Société de production : Vandal et Delac
- Distribution : Protex Pictures Corporation (USA)
- Pays de production :  France
- Format : Noir et blanc - Son mono (Tobis-Klangfilm) - 1,20:1
- Genre : Comédie dramatique
- Durée : 75 minutes (1 h 15)
- Dates de sortie : 
  - France : 11 septembre 1931
  - États-Unis : 27 septembre 1932 (New York)

## Distribution
- Danielle Darrieux : Antoinette
- Germaine Dermoz : Madame Kampf
- André Lefaur : M. Kampf
- Pierre de Guingand : Marcel de Brécourt
- Marguerite Pierry : la cousine Henriette
- Vanda Gréville : Miss Betty
- Paulette Dubost : la cliente

## Autour du film
- Première apparition à l'écran de la jeune Danielle Darrieux, âgée de 14 ans.